# Brachypodium pentastachyum
Brachypodium pentastachyum là một loài thực vật có hoa trong họ Hòa thảo. Loài này được (Tin.) Nyman mô tả khoa học đầu tiên năm 1882.